# Conjunto Histórico de Arévalo
El conjunto histórico de Arévalo es un conjunto histórico dentro del municipio español de Arévalo, en la provincia de Ávila, considerado Bien de Interés Cultural.

## Descripción

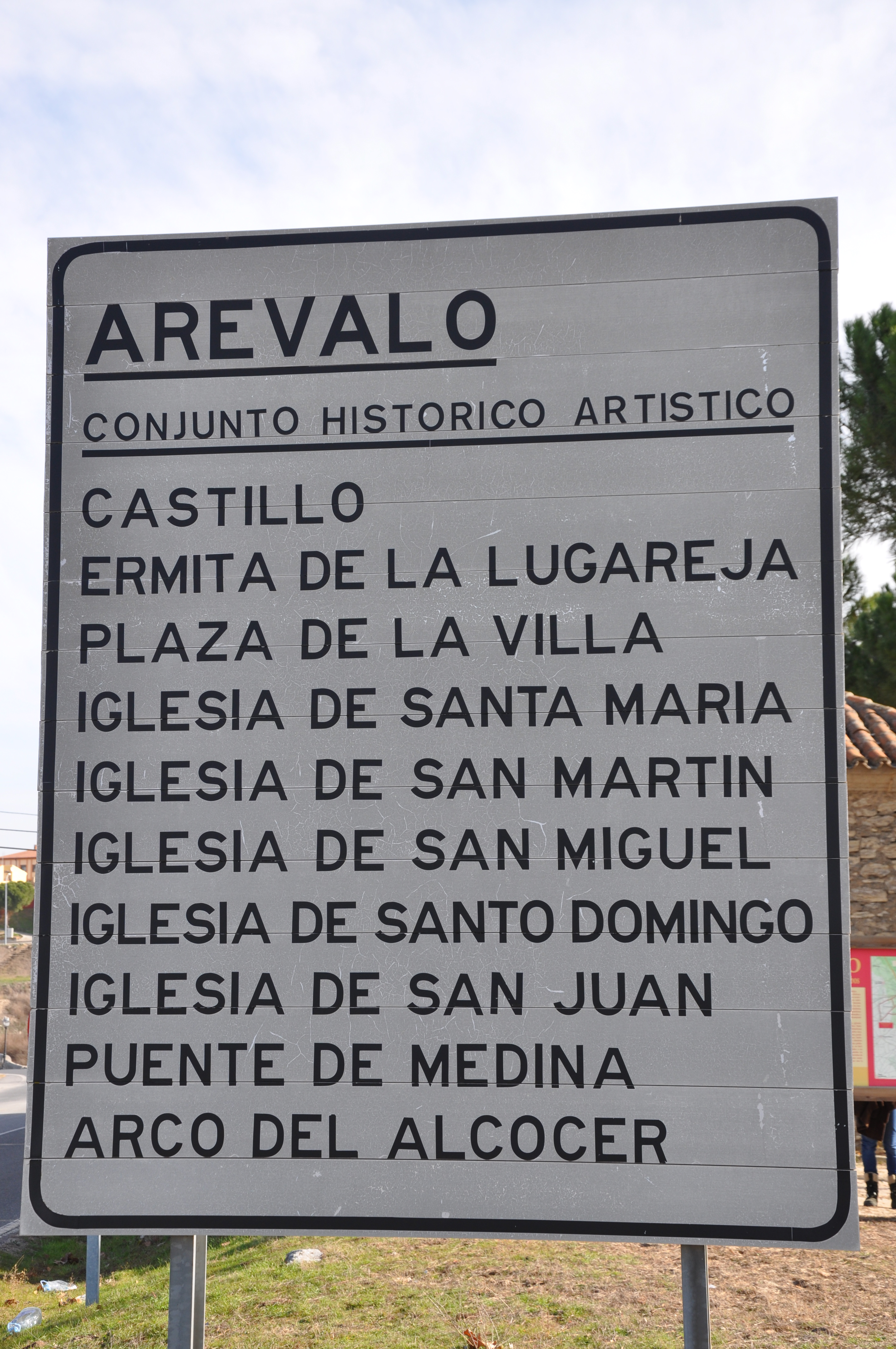
Cartel en la localidad anunciando el conjunto histórico

El casco histórico de la ciudad abulense de Arévalo, en la actual comunidad autónoma de Castilla y León, fue declarado conjunto histórico-artístico el 21 de marzo de 1970, mediante un decreto publicado en el Boletín Oficial del Estado el 14 de abril de ese mismo año, con la rúbrica del dictador Francisco Franco y del entonces ministro de Educación y Ciencia José Luis Villar Palasí. La delimitación del Conjunto Histórico comprende la «parte antigua de la ciudad». En la actualidad goza del estatus de Bien de Interés Cultural.